# Nalan Xingde

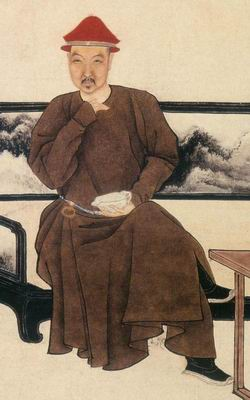
Retrat de Nalan Xingde pel pintor Yu Zhiding

Nalan Xingde (Pequín, Xina 19 de gener de 1655 - 1 de juliol de 1685), poeta en llengua xinesa d'origen manxú, molt valorat durant els inicis de la dinastia Qing.

## Biografia
Nalan Xingde (en xinès simplificat: 纳兰性德; en xinès tradicional: 納蘭性德; en pinyin: Nàlán Xìngdé) o Nara Singde (en manxú), però el seu nom de naixement era Nalan Chengde que el va canviar durant el regnat de l'emperador Kangxi. També conegut com a Rongruo (容若).
El seu pare, Nalan Mingzhu, va ser un alt funcionari manxú (Gran Secretari -1677-), era cosí segon de l'emperador Shunzhi. La seva mare era germana d'Ajige, Princep Ying de primer rang i cosina primera de Shunzhi.
De fet la família de Nalan era d'origen mongol, però va adoptar un nom manxú quan la seva tribu (Yehe) va ser derrotada pels manxús.
Nalan va ser un intel·lectual precoç, amb 18 anys va obtenir el grau de "juren" i amb 22 el de "jinshi".
Es va casar quan tenia 19 anys amb la germana de Lu Xingzu, que era virrei a Guangdong. La seva muller va morir al cap de tres anys, fet que va orientar la seva escriptura vers la poesia d'amor i de caràcter tràgic; no obstant posteriroment va tenir tres concubines (Yan, Guan i Shen Wan), amb un total de tres fills i diverses filles.
L'emperador Kangxi li va atorgar un lloc en el cos de la Guardia Imperial i Nalan va tenir una certa amistat amb l'emperador i sovint el va acompanyar en viatges d'inspecció.
La primera col·lecció de poemes "Zemao ji "la va publicar l'any 1678 " i a continuació els poemes cantats (ci) "Yinshui ci" que van ser molt populars i cantats a arreu. En aquest genere és on va destacar més i va contribuir al prestigi de la nova dinastia en l'àmbit de la poesia en llengua xinesa. També era pintor i practicava la cal·ligrafia.
Va morir molt jove (30 anys) i la tradició xinesa ha generat una imatge de Nalan com una estrella de la literatura de principis de la dinastia Qing.
A Shangzhuang Cuihu, Haidian districte de Pequín hi ha un edifici-mausoleu amb una exposició en memoria del poeta i un retrat fet pel pintor Yu Zhiding.